# Catàleg col·lectiu
El catàleg col·lectiu reuneix en un únic entorn i ordre els registres bibliogràfics de diverses biblioteques unides amb una finalitat en comú. És l'instrument central que permet el compartiment de recursos bibliogràfics dels membres de la xarxa en la qual s'insereix i alhora facilita la interconnexió amb altres xarxes, ampliant així l'abast de l'accés a la informació i als documents a nivell mundial. Es poden classificar segons la cobertura, nacional, internacional o regional.

## Utilitat
Les utilitats del catàleg col·lectiu són: 
- Conèixer a quin centre es troba una obra i quina és la seva localització.
- Facilitar el préstec interbibliotecari.
- Permetre el control d'adquisicions.
- Conèixer el grau de disponibilitat d'una publicació.
- Facilitar la cooperació bibliotecària.

## Elaboració
Hi ha una sèrie de requisits per elaborar un catàleg col·lectiu: 
- Determinar si suposarà una millora per accedir a les publicacions i una utilització més barata de recursos bibliotecaris.
- Determinar el grau de compromís de les biblioteques.
- Establir funcions, competències i organigrames administratius de l'organisme rector del catàleg col·lectiu.
- Aconseguir un acord entre les biblioteques participants quant a sistema de catalogació, sistema de classificació, forma dels encapçalaments de matèria, sistema de coordinació per a la gestió del catàleg, regularitat en la introducció de seients bibliogràfics i la comunicació de modificacions.

Alguns dels principals catàlegs col·lectius a nivell internacional són: OCLC, RLIN. A nivell català ens trobem amb el Catàleg Col·lectiu de les Universitats de Catalunya o Aladí. Catàleg de la Xarxa de Biblioteques Municipals de Barcelona.

## Llista de catàlegs col·lectius

### Catàlegs col·lectius a Catalunya[4]
- Catàleg Col·lectiu de les Universitats de Catalunya (CCUC)
- Aladí. Catàleg col·lectiu de la Xarxa de Biblioteques Municipals de la província de Barcelona
- Argus. Catàleg col·lectiu de la lectura pública - Gencat.cat
- Catàleg de les biblioteques especialitzades de la Generalitat de Catalunya (BEG)
- Catàleg col·lectiu del patrimoni bibliogràfic de Catalunya
- Catàleg col·lectiu de les Biblioteques de l'Ajuntament de Barcelona (CBAB)
- Fons d'Història local de Catalunya, catàleg sobre història local de Catalunya

### Catàlegs col·lectius a Espanya[5]
- Catàleg Col·lectiu de la Xarxa de Biblioteques Universitàries Espanyoles (REBIUN)
- Catálogo colectivo del patrimonio bibliográfico español, conté la descripció d'obres impreses entre els segles XV i XX que es troben en diferents biblioteques espanyoles públiques i privades.
- REBECA, base de dades que conté els registres bibliogràfics en format Ibermarc de les Biblioteques Públiques de l'Estat i d'algunes biblioteques centrals de les Comunitats Autònomes. Està concebuda principalment com una font de recursos per a la catalogació automatitzada.
- RUECA (Red universitaria española de catálogos Absys), amb accés als catàlegs de les biblioteques universitàries que funcionen amb el programa de gestió bibliotecària Absys.
- Catálogo bibliográfico colectivo de la Red de Bibliotecas del CSIC
- Catálogos de las bibliotecas públicas del estado, amb accés als fons de les Biblioteques Públiques de l'Estat des d'una única interfície.
- Catálogo colectivo de bibliotecas judiciales
- Catálogo Colectivo Español de Publicaciones Periódicas